# Midtre Rundkollen
De Midtre Rundkollen is een berg behorende bij de gemeente Lom in de provincie Oppland in Noorwegen. De berg, gelegen in Nationaal park Jotunheimen, heeft een hoogte van 1866 meter.
De Midtre Rundkollen is onderdeel van het gebergte Jotunheimen.